# Daniele Contrini
Daniele Contrini (Garone Valtrompia, 15 augustus 1974) is een Italiaans voormalig wielrenner.

## Belangrijkste overwinningen
2003
- 1e etappe Ronde van Saksen

2005
- Route Adélie de Vitré
- 3e etappe Ronde van Picardië

2006
- 2e etappe Ronde van Zwitserland

2007
- 1e etappe Ronde van Georgia

## Resultaten in voornaamste wedstrijden
| Jaar | Ronde van Italië | Ronde van Frankrijk | Ronde van Spanje |
| ---- | ---------------- | ------------------- | ---------------- |
| 1996 | opgave           |                     |                  |
| 1997 | opgave           |                     |                  |
| 1998 |                  |                     | opgave           |
| 1999 |                  |                     | opgave           |
| 2000 | 106e             |                     | opgave           |
| 2001 |                  |                     |                  |
| 2002 | opgave           |                     |                  |
| 2003 | opgave           |                     |                  |
| 2005 |                  |                     |                  |
| 2006 |                  |                     |                  |
| 2007 | 86e              |                     |                  |

| Jaar | Milaan-San Remo | Gent-Wevelgem | Luik-Bast.‑Luik |
| ---- | --------------- | ------------- | --------------- |
| 1996 | 97e             |               |                 |
| 1997 |                 | 133e          |                 |
| 1998 |                 |               |                 |
| 1999 | 158e            |               |                 |
| 2000 |                 |               |                 |
| 2001 | 72e             |               |                 |
| 2002 |                 |               | 121e            |
| 2003 |                 |               |                 |
| 2005 | 111e            |               |                 |
| 2006 | 101e            |               |                 |
| 2007 |                 |               |                 |